# Let Them Talk
Let Them Talk (у перекладі із англ. «Нехай говорять») — дебютний альбом англійського актора та музиканта Г'ю Лорі, презентований 9 травня 2011 року.

## Про альбом
До запису альбому було залучено декількох відомих виконавців, зокрема Тома Джонса, Ірму Томас та Dr. John. Г'ю Лорі, окрім вокалу, також грає на піаніно та гітарі (разом із Кевіном Брейтом), а Вінсент Генрі виконує партії на саксофоні. Продюсером альбому виступив Джо Генрі, духові аранжування виконав Алан Туссен.
Перша презентація альбому відбулась у маленькому клубі в Новому Орлеані у березні 2011 року.
У Великій Британії Лорі виступив у Union Chapel в Лондоні, на Cheltenham Jazz Festival, у Warwick Arts Centre (Ковентрі), а також у Королівському Північному коледжі музики у Манчестері. Альбом було представлено у декількох телепередачах (зокрема у програмах каналу BBC Two The Graham Norton Show та Later… with Jools Holland).
15 травня 2011 року в черговому епізоді телевізійного серіалу Perspectives виробництва ITV Лорі розказував про своє захоплення музикою Нового Орлеану та виконав декілька пісень із альбому:
|  | У моїй уяві Новий Орлеан буквально випромінює музику, романтику, радість та відчай. Його ритми увійшли у мою сором'язливу англійську душу і час від часу робили мене таким щасливим та сумним, що я навіть не знав, що робити. І тільки тепер я зрозумів, наскільки сильно я люблю цю музику.Оригінальний текст (англ.) In my imagination New Orleans just straight hummed with music, romance, joy, despair," he said. "Its rhythms got into my gawky English frame and, at times, made me so happy and sad, I just didn't know what to do with myself. I love this music as authentically as I know how. |

Спеціальне видання альбому із 3 додатковими піснями було презентовано 15 травня 2011 року.

## Список композицій
| #   | Назва                                                               | Тривалість |
| --- | ------------------------------------------------------------------- | ---------- |
| 1.  | «St. James Infirmary Blues»                                         | 6:25       |
| 2.  | «You Don't Know My Mind»                                            | 3:39       |
| 3.  | «Six Cold Feet»                                                     | 4:55       |
| 4.  | «Buddy Bolden's Blues»                                              | 3:12       |
| 5.  | «Joshua Fit the Battle of Jericho»                                  | 3:47       |
| 6.  | «After You've Gone» (разом із Dr. John)                             | 4:09       |
| 7.  | «Swanee River»                                                      | 2:43       |
| 8.  | «The Whale Has Swallowed Me»                                        | 3:37       |
| 9.  | «John Henry» (разом із Irma Thomas)                                 | 3:34       |
| 10. | «Police Dog Blues»                                                  | 3:33       |
| 11. | «Tipitina»                                                          | 5:06       |
| 12. | «Winin' Boy Blues»                                                  | 2:59       |
| 13. | «They're Red Hot»                                                   | 1:11       |
| 14. | «Baby, Please Make a Change» (разом із Sir Tom Jones & Irma Thomas) | 4:57       |
| 15. | «Let Them Talk»                                                     | 4:10       |

Songs of the Deluxe Edition
| #   | Назва                       | Тривалість |
| --- | --------------------------- | ---------- |
| 16. | «Guess I'm A Fool»          | 3:09       |
| 17. | «It Ain't Necessarily So»   | 3:46       |
| 18. | «Lowdown, Worried and Blue» | 4:14       |

Songs of the Special Edition
| #   | Назва                                    | Тривалість |
| --- | ---------------------------------------- | ---------- |
| 16. | «Hallelujah I Love Her So»               | 3:09       |
| 17. | «Crazy Arms»                             | 3:11       |
| 18. | «Waiting For A Train»                    | 3:34       |
| 19. | «You Don't Know My Mind - Live in Paris» | 4:42       |